# Angelburg (Schiff, 1938)
Die Angelburg war ein deutsches Kühlschiff, das im Dezember 1939 von der Kriegsmarine requiriert wurde. Sie diente zunächst als Bei- und Zielschiff für die U-Bootausbildung in Warnemünde, nach der deutschen Invasion Norwegens als Transporter nach Südnorwegen, danach erneut als Bei- und Zielschiff wieder bei einer U-Bootschulausbildung in der Ostsee und schließlich zur Evakuierung von Flüchtlingen über die Ostsee. Nach dem Krieg fuhr das Schiff noch bis 1962 unter britischer Flagge.

## Bau und technische Daten
Das Schiff lief am 4. Juni 1938 auf der Öresundsvarvet in Landskrona (Schweden) mit der Baunummer 50 und dem Namen Viator (Rufzeichen LJYG) für die norwegische Reederei Skibs A/S Viator (C. H. Sørensen & Sønner) in Arendal vom Stapel. Die Auslieferung erfolgte am 24. September 1938.
Das Schiff war 102,51 m lang und 13,94 m breit und hatte 4,5 m Tiefgang. Es war mit 3069 BRT und 1714 NRT vermessen und hatte 2575 tdw Tragfähigkeit. Es hatte vier Laderäume mit zusammen knapp 5000 m³ Fassungsvermögen sowie zwei Masten, vorn und achtern, mit insgesamt acht Ladebäumen.
Ein 9-Zylinder-Zweitakt-Dieselmotor von Burmeister & Wain mit 4.450 PSe ergab eine Geschwindigkeit von 16 Knoten. Die Besatzung zählte 40 Mann.

## Geschichte

### Vorkriegszeit
Das Schiff wurde am 19. April 1939 von der Hamburger Reederei Harald Schuldt & Co. gekauft und am 21. April als Angelburg (Rufzeichen DJZU) registriert. Am 10. Juli 1939 wurde es an die 1937 gegründete Tochtergesellschaft „Fruchtreederei Harald Schuldt & Co.“ transferiert. Mit Heimathafen Hamburg diente es als Fruchttransporter von Südamerika nach Deutschland. Seine letzte Fahrt vor Beginn des Zweiten Weltkriegs begann am 4. August 1939 in Santos (Brasilien) und ging über Las Palmas auf den Kanarischen Inseln nach Hamburg, wo das Schiff am 24. August eintraf.

### Kriegsmarine-Hilfsschiff
Am 25. September 1939 wurde die Angelburg von der Kriegsmarinedienststelle Hamburg erfasst und nach entsprechenden Umbauten als Beischiff und Zielschiff zur U-Boot-Ausbildung nach Warnemünde verlegt. Am 12. April 1940 wurde sie im Zuge der deutschen Invasion Norwegens als sogenannter Schnelltransporter für Mannschafts- und Materialtransporte nach Südnorwegen herangezogen. Bereits am 13. April lief sie im von Torpedobooten gesicherten Geleit mit der Togo und der Ahrensburg mit 2000 Heeressoldaten von Frederikshavn nach Oslo, das am nächsten Tag erreicht wurde. Schon am 15. April lief sie erneut von Frederikshavn nach Oslo, diesmal gemeinsam mit dem U-Boot-Begleitschiff Saar und wiederum gesichert durch Torpedoboote; ein dabei am frühen Nachmittag erfolgter Torpedoangriff des britischen U-Boots Shark war erfolglos. In der Folge pendelte die Angelburg noch bis zum 9. Mai mindestens vier Mal mit Heerestruppen und Nachschub zwischen Frederikshavn und Larvik, meist gemeinsam mit der Ahrensburg. Dabei entgingen sie am 23. April bei der Rückfahrt nach Fredrikshavn einem Torpedoangriff des britischen U-Boots Tetrarch.
Am 9. Mai 1940 wurde die Angelburg als Ziel- und Beischiff zur 24. U-Flottille, einer Ausbildungsflottille, in Memel abgeordnet. Dort kollidierte sie am 11. November 1941 während einer nächtlichen Schießübung in der Ostsee etwa auf Position 55° 27′ N, 20° 24′ O mit dem U-Boot U 580, das daraufhin sank; 12 Mann seiner Besatzung kamen ums Leben.
Am 28. Februar 1944 wurde die Angelburg der Kriegsmarinedienststelle (KMD) Hamburg zugewiesen, aber erst am 13. Juni von der 24. U-Flottille außer Dienst gestellt und der KMD Danzig zwecks Überführung an die KMD Hamburg überstellt. Am 16. Juni 1944 begann in Kiel der geplante Rückbau zum Kühlschiff, der jedoch nicht vollständig abgeschlossen wurde, da man das Schiff Ende Juli 1944 bei der Evakuierung von mehrheitlich Frauen, Kindern und Alten aus Memel und dem Memelland, dem ersten großen Flüchtlingstransport aus einem deutschen Ostseehafen, benötigte. Neben der Angelburg setzten dabei die Kriegsmarine das Schulschiff Nordland und das U-Boot-Begleitschiff Lech und die Seetransportabteilung der Marine die Motorschiffe Goya, Heinz Horn, Messina, Weilheim, Wega und Wolta dazu ein, die bis Mitte August rund 50.000 Menschen aus dem Memelland über Pillau nach Danzig und Gotenhafen brachten. Daneben brachte die Angelburg auch große Mengen an Butter, Speck und Fleisch aus dem Memeler Kühlhaus nach Westen. Bis Februar 1945 blieb das Schiff weiterhin im Flüchtlingstransport über die Ostsee im Einsatz.

### Nachkriegsjahre
Am 7. Mai 1945 lag die Angelburg in der Flensburger Förde, wo sie in britische Hand fiel und dann ab 4. Juni zur Unterbringung von Verwundeten genutzt wurde. Sie wurde schließlich von Großbritannien als Kriegsbeute beschlagnahmt, am 13. September 1945 nach Wilhelmshaven und am 24. September nach Großbritannien überführt und am 25. September vom Ministry of War Transport (MoWT) in Besitz genommen. Das MoWT übergab das nunmehr in Empire Wharfe umbenannte Schiff am 6. Oktober in Grangemouth zur Bereederung an Kaye, Son & Co. aus London, die das Schiff im Bananentransport von Westafrika nach England einsetzte. Nach mehreren unfallfreien Fahrten brach am 31. Dezember 1946, auf der Fahrt mit Bananen von Victoria (Kamerun) nach Liverpool, bei Lagos (Nigeria) im Maschinenraum Feuer aus, das auf die hinteren Laderäume übergriff. Die Empire Wharfe wurde nach Lagos geschleppt und dort am 2. Januar 1947 im Badagry Creek auf Grund gesetzt. Laderäume und Maschinenraum standen unter Wasser. Am 6. Januar wurde das Schiff schwimmfähig gemacht und dann repariert. Am 25. September 1947 wurde es an die Kühlschiffsreederei Elders & Fyffes Ltd., London, verkauft und in Zent (III) umbenannt. Es folgten 15 Jahre Routinedienst, bis das Schiff 1962 zum Abbruch verkauft wurde. Am 2. Juli 1962 traf es im Schlepp des belgischen Schleppers Ocean Bull (1944, 487 BRT) in Brügge (Belgien) ein, wo es bei Van Heyghen Freres verschrottet wurde.